# わくわく団らん
わくわく団らん（わくわくだんらん）は、日本国有鉄道（国鉄）・西日本旅客鉄道（JR西日本）が1982年（昭和57年）から2006年（平成18年）まで保有していた鉄道車両（和式客車）で、ジョイフルトレインと呼ばれる車両の一種である。
なお、編成独自の愛称が付されたのは1993年のリニューアル時のことであり、それ以前は「お座敷列車」とテールサインに表示されているのみであった。そのため、鉄道ファンの間では配置区所の電報略号にちなんで「サワ座」と呼ばれていた。

## 概要
国鉄金沢鉄道管理局が1982年に登場させた、車内を畳敷きのお座敷にした和式客車である。いずれの車両も12系客車より改造されており、両端の車両はスロフ12形800番台、中間の車両はオロ12形800番台である。改造は松任工場（現・金沢総合車両所）が担当した。12系改造の和式客車としては、7本目である。
改造内容は、お座敷列車の標準ともいえる東京北鉄道管理局の和式客車を踏襲しており、中間車後位の休憩室の側窓が固定式になり、屋根上の冷房装置が1個撤去されているのが異なる程度で、ほぼ同一の外観である。
リニューアル前の各車の愛称は、金沢局管内の旧国名から採られている。全車両がグリーン車扱いである。括弧書きは、改造前の旧番号である。
- 1号車：スロフ12 813「若狭」定員44人（スハフ12 9）
- 2号車：オロ12 825「越前」定員46人（オハ12 62）
- 3号車：オロ12 826「加賀」定員46人（オハ12 63）
- 4号車：オロ12 827「能登」定員46人（オハ12 64）
- 5号車：オロ12 828「越中」定員46人（オハ12 65）
- 6号車：スロフ12 814「越後」定員44人（スハフ12 10）

塗色については、改造当初は12系の標準塗装のままであったが、1987年にアイボリー、マルーン、ベージュを曲線で塗り分けた独自の塗装となり、各車の側扉脇にはそれぞれの愛称にちなんだイラストが添えられた。のちにベージュの部分は金色に変更され、より豪華さをアピールすることとなった。

## リニューアル

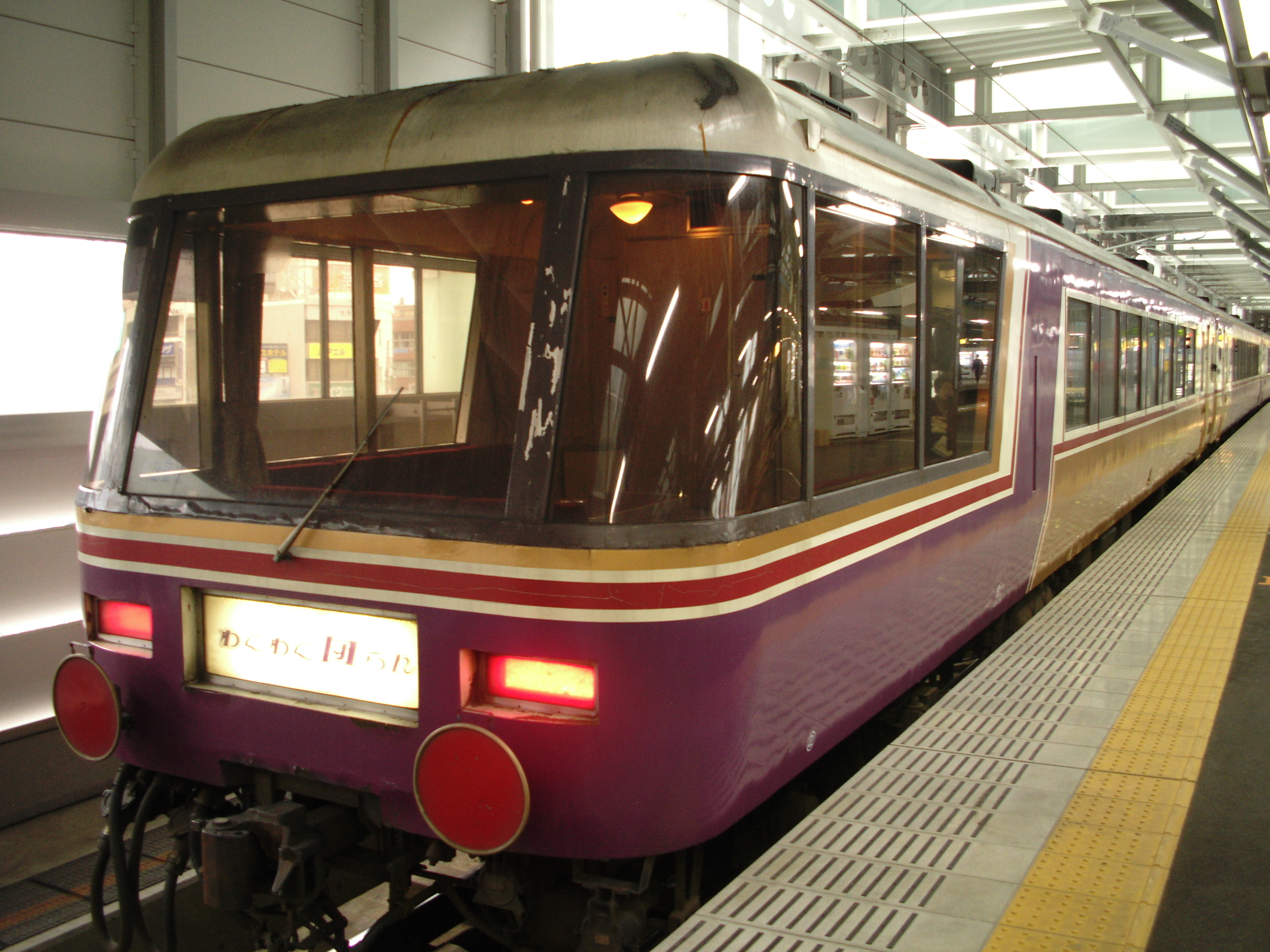
わくわく団らん（リニューアル後）

本編成は、金沢支社の看板列車として使用されてきたが、設備が陳腐化してきたため、1993年に大幅なリニューアルが松任工場と鷹取工場で実施されることとなった。その際、編成の両端には密閉式の展望室が新たに設けられ、4号車はフリースペースのイベントカーとなった。側窓はすべて固定化され、各車の定員も減らして一人当たりのスペースを増やしている。
本編成のリニューアル工事で特筆すべきは、編成を運用しながら徐々に改造工事を行ったことで、過渡期には両仕様の車両が混結される姿も見られた。そのため、新たに4号車（マロフ12 853）と6号車（オロフ12 801）の2両を新たに改造製作し、工事完了後にはリニューアルされないまま余剰となった2両（スロフ12 813、オロ12 826）が廃車となった。また、各車の愛称も廃止されている。
- 1号車：スロフ12 814 定員24人
- 2号車：オロ12 825 定員32人
- 3号車：オロ12 827 定員32人
- 4号車：マロフ12 853 定員外（スハフ12 105）
- 5号車：オロ12 828 定員32人 ※鷹取工場で改造
- 6号車：オロフ12 801 定員24人（オハ12 1002） ※鷹取工場で改造

## 沿革
主に金沢地区の団体臨時列車として運用された。
- 1982年（昭和57年）7月：運行開始。
- 1987年（昭和62年）4月：JR西日本に継承。
  - 12月：塗装変更。
- 1993年（平成5年）12月：リニューアル工事完了。愛称を「わくわく団らん」とする[1]。
- 2006年（平成18年）：廃車。